# Cristoforo Landino

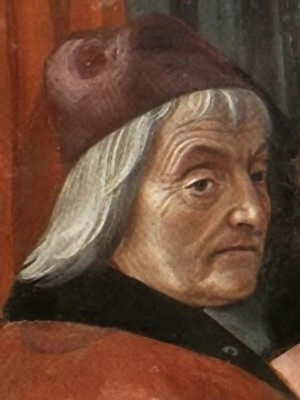
Afbeelding van Cristoforo Landino door Domenico Ghirlandaio in de Cappella Tornabuoni in Florence

Cristoforo di Bartolomeo Landino, in gelatiniseerde vorm Christophorus Landinus (Pratovecchio (Arezzo), 8 februari 1425 – Borgo alla Collina (Casentino), 1498 (omstreden)), was een Italiaanse humanistische dichter en geleerde.

## Leven

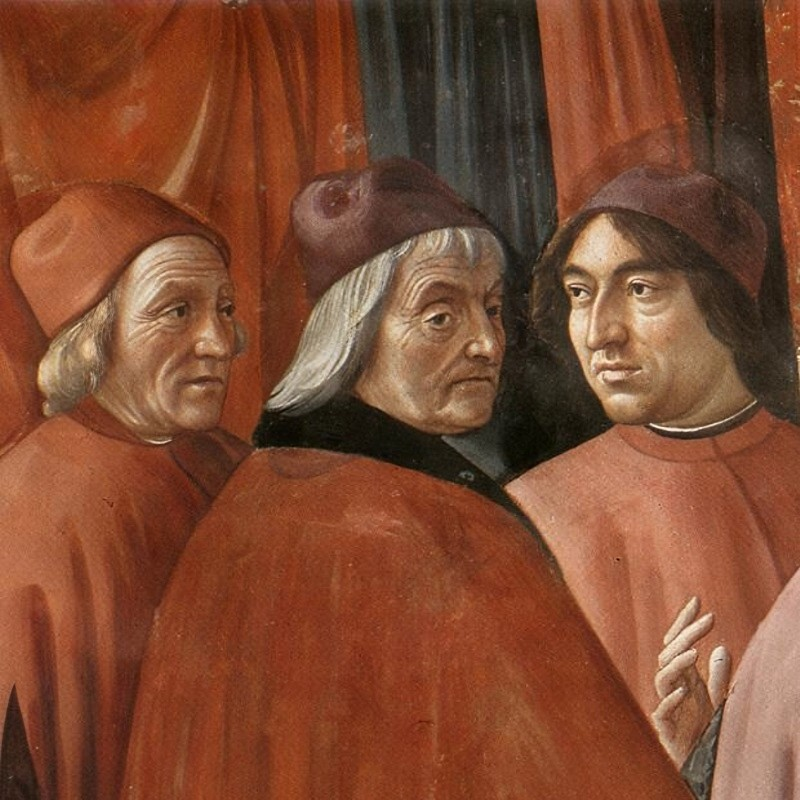
Afbeelding van Cristoforo Landino (midden) door Domenico Ghirlandaio in de Cappella Tornabuoni in Florence; hij wordt geflankeerd door Angelo Poliziano (rechts) en Marsilio Ficino (links).

Cristoforo Landino wordt op 8 februari 1425 geboren in Pratovecchio, een stadje bij Florence. Vanaf zijn tiende jaar volgt hij een rechtenstudie in Volterra, bij de notaris Angela da Todi. In 1439 zet hij zijn studie voort aan de Studio, de universiteit van Florence. Via de homo universalis Leon Battista Alberti komt hij in aanraking met het Florentijnse humanistische circuit. Dit leidt tot zijn eerste publieke optreden in 1441, bij een wedstrijd ter bevordering van de volkstaal tegenover het Latijn. Dankzij dit optreden komt Landino in contact met Piero de' Medici. Deze wendt zijn politieke invloed aan wanneer Landino in een strijd verwikkeld is om de leerstoel Griekse en Latijnse Literatuur en Filosofie aan de Studio, die vrij is gekomen na de dood van de voormalig hoogleraar Carlo Marsuppini in 1453. De leerstoel wordt opgedeeld in een Grieks en een Latijns deel. Landino krijgt het Latijnse deel en wordt in 1458 professor Retoriek en Poëzie. Deze aanstelling gaat gepaard met een verschuiving in zijn literaire bezigheden: in zijn jonge jaren schreef hij voornamelijk elegieën en epigrammatische gedichten, na 1458 schrijft hij filosofische werken en commentaren op grote auteurs. Hij wordt een invloedrijk Florentijns geleerde wiens geschriften grote bekendheid krijgen. 
In 1463 sticht de filosoof Marsilio Ficino de Accademia Platonica, een academie die dient als ontmoetingsplaats van geleerden wier interesse bij de Platoonse filosofie ligt. Landino wordt al snel opgenomen in de humanistische kring die aan de academie verbonden is. Het diepgaande contact met Plato’s filosofie dat daaruit volgt, vindt zijn weerslag in Landino’s werken. Tot zijn dood oefent Landino, naast zijn aanstelling aan de Studio, nog verscheidene beroepen uit. Hij wordt onder andere in 1467 secretaris van de Florentijnse Welfen, een politieke factie, en in 1483 secretaris van de staatskanselier. Zijn sterfdatum is omstreden; volgens de meest gangbare aanname sterft hij in 1498.

## Werk

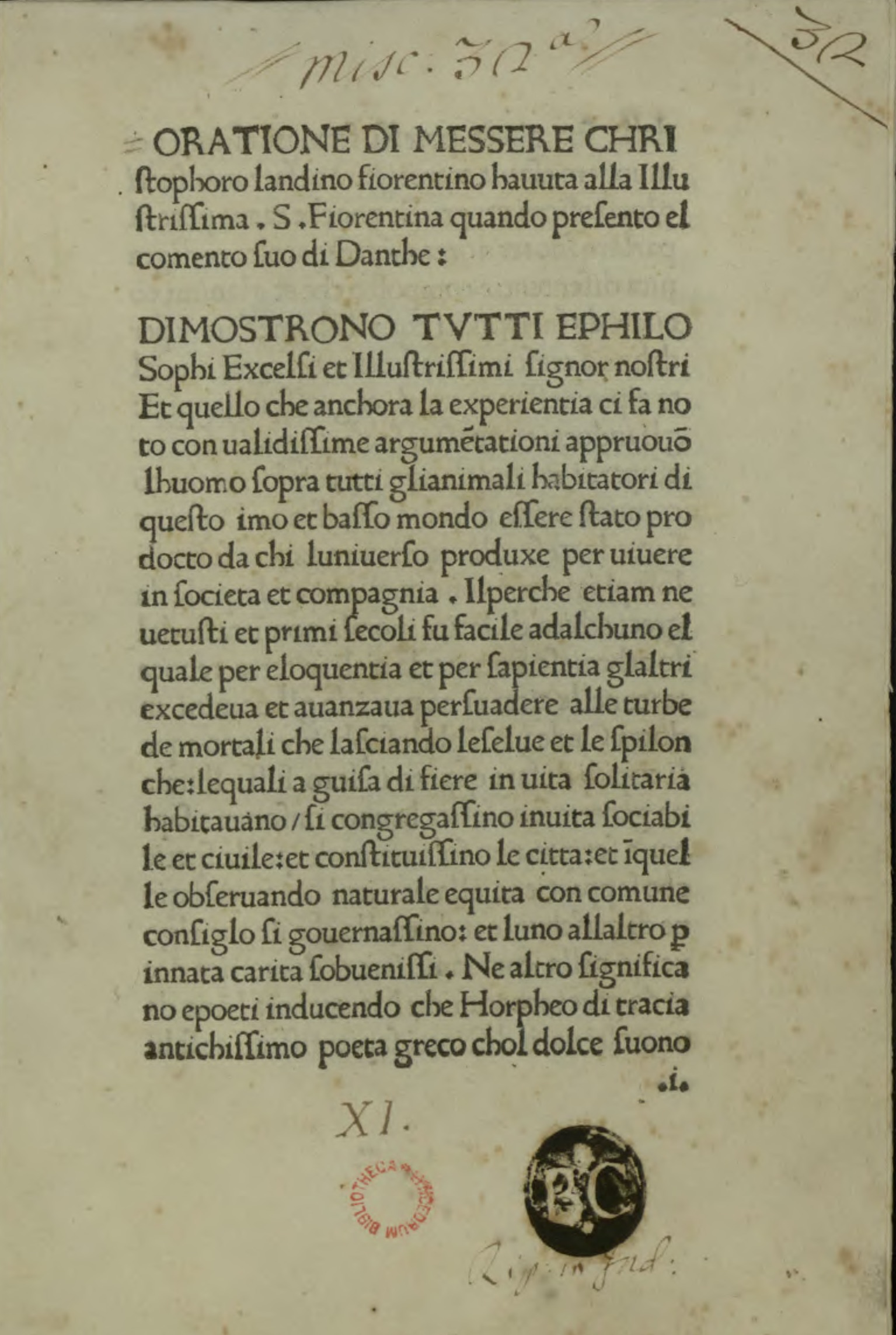
Orazione alla Signoria fiorentina, ca. 1481

Landino’s vroege werk bestaat uit de Xandra, een dichtbundel waarin hij onder andere elegische liefdespoëzie schrijft over zijn geliefde Xandra. De eerste uitgave komt uit in 1444, de tweede in 1458 of 1459. In de laatste versie is het accent verschoven van de liefde voor Xandra naar lof op Florence. Na zijn benoeming tot professor gaat hij zich toeleggen op het becommentariëren van de poëzie van andere auteurs, onder anderen Vergilius, Horatius, Dante en Petrarca. Ook schrijft hij filosofische werken, die sterk platonisch van aard zijn. De belangrijkste hiervan zijn de Disputationes Camaldulenses (ergens tussen 1473 en 1480), een dialoog over de vita activa en de vita contemplativa. Dit werk bevat onder andere een radicaal platonisch-allegorische uitleg van de Aeneïs. Andere filosofische dialogen zijn het vroege De anima (1469) en De vera nobilitate (1469).